# クリス・ミーク
クリス・ミーク（Kris Meeke、1979年7月2日 - ）は、イギリスの北アイルランド・ダンガノン出身のラリードライバー。
2009年のインターコンチネンタル・ラリー・チャレンジ (IRC) チャンピオン。世界ラリー選手権 (WRC) では35歳で初優勝した遅咲きのドライバーである。

## 略歴

### ジュニアカテゴリ時代

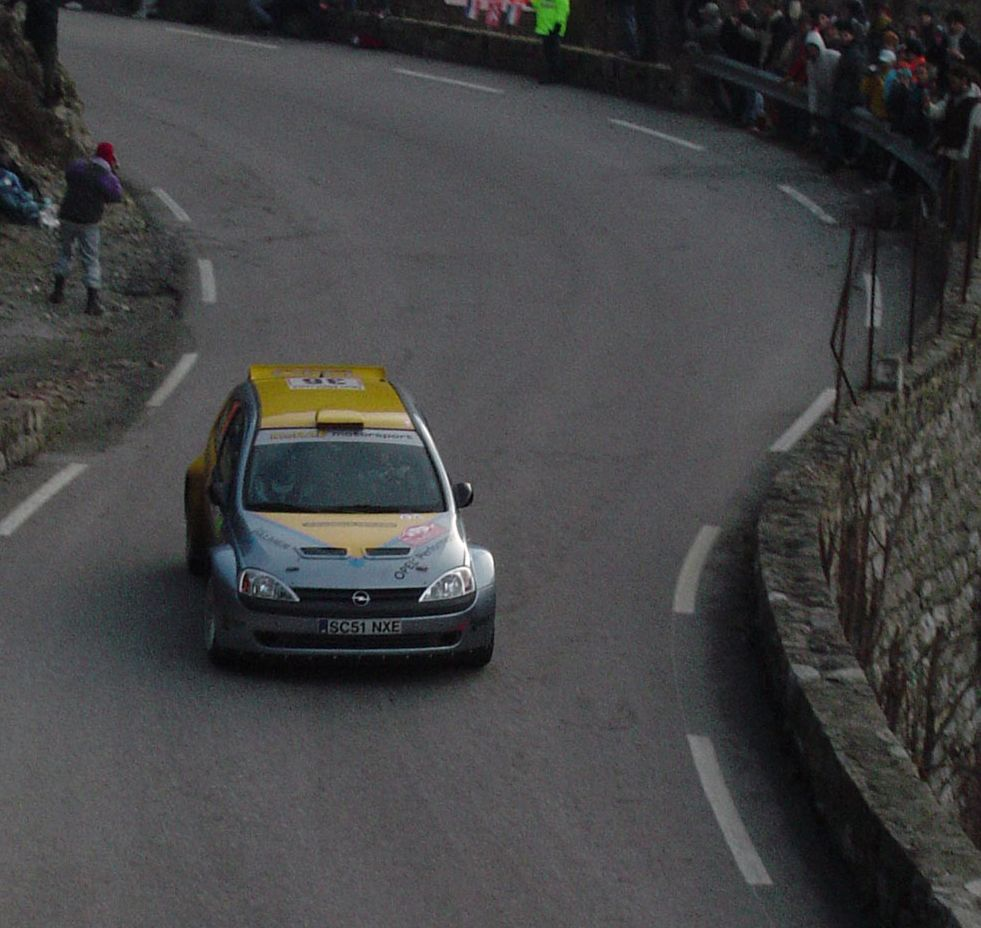
オペル・コルサS1600をドライブ

クイーンズ大学ベルファストで機械工学を修め、ラリーチームのMスポーツでCADエンジニアとして働き始める。2000年、21歳の頃にラリーに初挑戦。2001年はプジョー・106スーパーカップに参戦。その活躍が1995年のWRC王者コリン・マクレーの目に留まり、全面的なバックアップを受ける。2002年はフォード・プーマS1600をドライブし、イギリスラリー選手権のジュニアクラスでチャンピオンを獲得。同年のラリーGBにてWRCデビューする。
2003年より、ジュニア世界ラリー選手権 (JWRC) にオペル・コルサS1600で参戦。2005年はクロノス・レーシング (Kronos Racing) のシトロエン・C2 S1600をドライブし、開幕戦モンテカルロでJWRC初優勝。年間ランキング3位となる（チャンピオンはチームメイトのダニ・ソルド）。2006年までJWRCに参戦するも、資金不足により2007年は活動の中心をアイルランド選手権に移す。

### IRC制覇、MiniからWRCデビュー
ミークのトップドライバーへ道は絶たれたと思われたが、2009年にプジョーUKと契約し、インターコンチネンタル・ラリー・チャレンジ (IRC) へ参戦する。ユニオンジャックのカラーリングをまとったプジョー・207 S2000をドライブし、出走9戦中4勝を挙げ、国際レベルのシリーズで自身初のチャンピオンを獲得する。2010年は1勝を挙げるも5度のリタイアを数え、年間ランキング3位となる。
2011年、WRCに新規参戦するMINI（プロドライブ）とワークスドライバー契約を結び、ワールドラリーカー（WRカー）ミニ・ジョン クーパー ワークス WRCの開発を担当する。テスト参戦の初年度は6戦に出走し、2戦で入賞。しかし、2012年はチームの資金難によりペイドライバーにシートを譲り、WRC出場機会を得られず。MINIの活動自体もこの年限りで終了する。

### シトロエンのエースへ

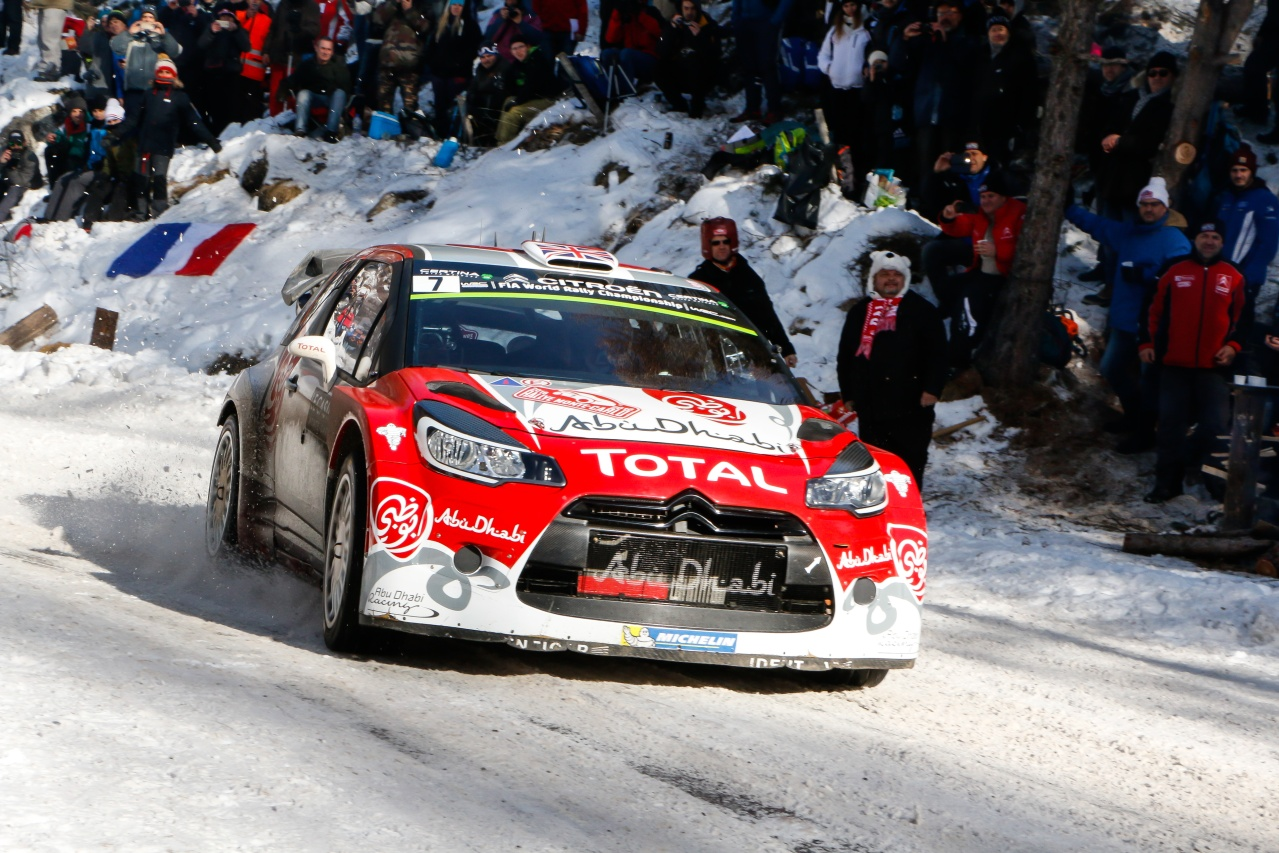
2016年ラリー・モンテカルロ

2013年はR5カーのプジョー・208 T16の開発を担当しながら、帝王セバスチャン・ローブが離脱した後のシトロエンの招聘を受けWRC2戦にスポット参戦する。いずれもクラッシュに終わるが、2014年からシトロエンのワークスチームのレギュラーシートを確保し、シトロエン・DS3 WRCをドライブする。チーム代表イブ・マトンは、クラッシュは多いがスピードのあるミークの起用を「賭けだった」と正直に明かしている。2014年は開幕戦モンテカルロでのWRC初表彰台を含めて3位を4回獲得し、年間ランキング7位。ドイツでは3SSを残して総合首位に立つも自滅クラッシュし、速いが安定感に欠けるという評価を覆せなかった。
2015年のアルゼンチンにてWRC初参戦から13年、57戦目にして初優勝を果たす。英国人ドライバーのWRC優勝は2002年サファリのマクレー以来となり、優勝インタビューでは涙ぐみながら2007年に他界したマクレーに勝利を捧げた。年間ランキングは5位で、2018年まで契約を延長し、名実ともにシトロエンのエースとなる。
2016年はシトロエンが新規定のWRカー開発に専念するため、ワークス活動を1年間休止。ミークはサテライトチームのPHスポールからスポット参戦となるが、ポルトガルで2勝目、フィンランドで3勝目を獲得する。フィンランドでの勝利は、英国人ドライバーとしては初の快挙であった。
2017年、新車シトロエン・C3 WRCをドライブし、メキシコで4勝目を獲得。この時余裕の首位であった最終SSでコースアウトし、観客用駐車場を迷走した末にコースに復帰し、辛うじてリードを守り切るというドラマを演じた。その後は大転倒を繰り返すなどしてスランプに陥り、チームから一時休養を命じられる。復帰後のカタルーニャではチャンピオンであるセバスチャン・オジェを圧倒するスピードを見せ5勝目を獲得する。しかし中盤でのスランプが響き年間ランキング7位に終わった。
2018年は開幕戦モンテカルロで4位、メキシコでは3位表彰台を獲得しまずまずのスタートを切るもアクシデントやクラッシュは減らず、第6戦ポルトガルでは雑木林に転落しマシンは大破した。シトロエン陣営は安全上の予防措置という理由で第7戦以降のミークの出走予定を全て取り消した。

### トヨタ時代

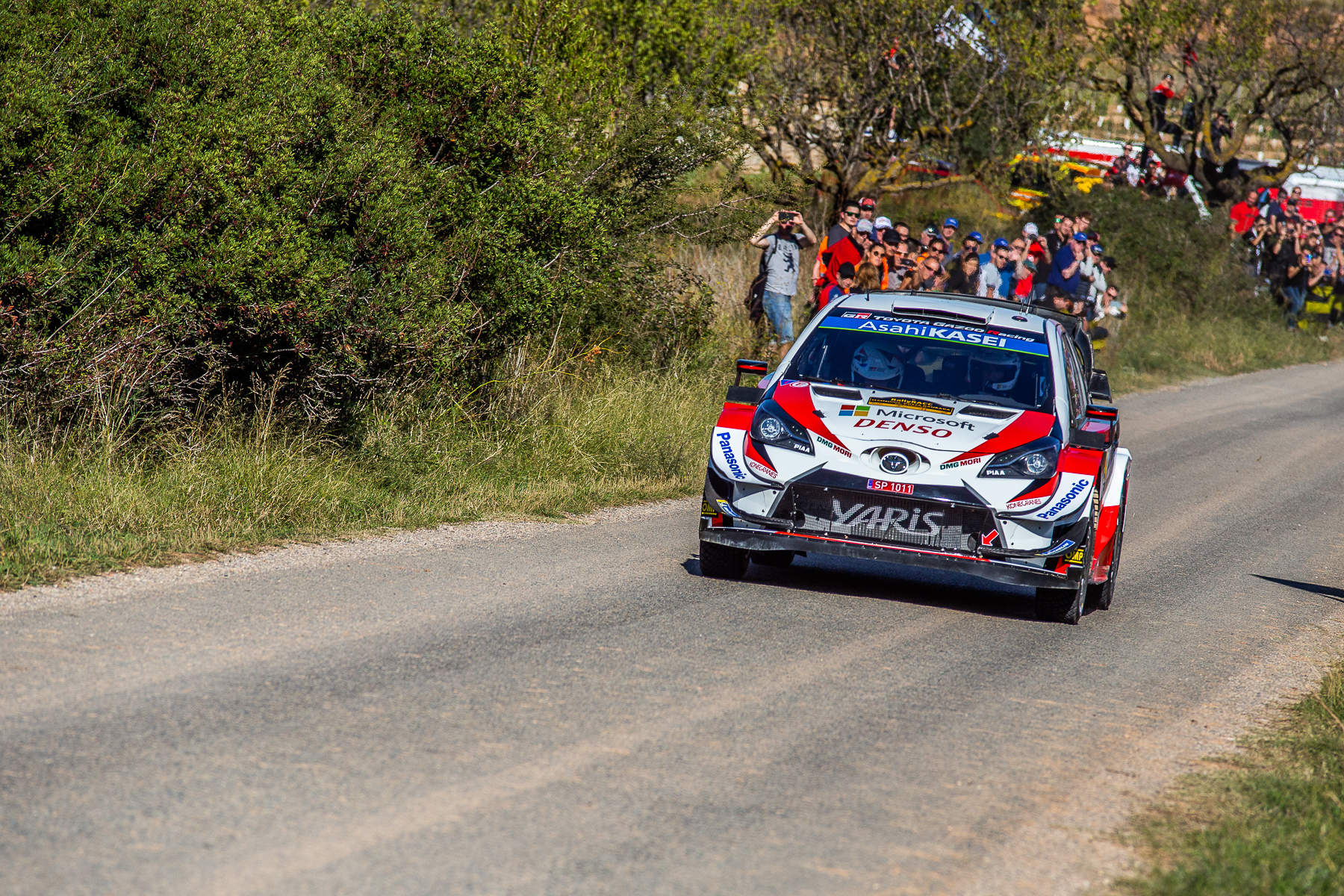
2019年ラリー・カタルーニャ

参戦打ち切りの後ミークはラリー界から距離を置いていたが、同シーズン中にフィンランドにあるTOYOTA GAZOO Racing WRT のファクトリーを訪れ、トヨタ・ヤリスWRCをテストした。監督のトミ・マキネンは元々ミークを高く評価しており、チーム立ち上げの際はミークに声をかけたこともあった。果たしてシーズン終盤にはシトロエンへ移籍するエサペッカ・ラッピと入れ替わる形でトヨタ加入が決定した。2019年より固定制となるカーナンバーは「5」を選択した。
2019年開幕3戦は堅実にポイントを重ねるがなかなか表彰台に届かず、シトロエン時代から続いているスランプから抜け出せずにいた。第7戦ポルトガルでは終盤までチームメイトのオット・タナクと優勝を争いながら、最終SSでクラッシュしてトヨタのワンツー・フィニッシュをふいにした。しかし第10戦ドイツで移籍後初となる2位表彰台を獲得。このラリーではチームメイトのタナクが優勝、ヤリ＝マティ・ラトバラが3位となったことでトヨタとしては2017年の復帰後初の表彰台独占を達成した。しかし残りの3戦ではGBで初日首位を快走した以外は成績が奮わず、チームのマニュファクチャラーズ選手権も防衛できなかった。年間ランキング6位でシーズンを終えたが、シーズン終了後シートを失った。

### WRC離脱後
2020年は、APRC第2戦インターナショナル・ラリーオブワンガレイにマツダ2 AP4で出場することが決定したが、新型コロナウイルスの影響により実現とはならなかった。
2021年はダカール・ラリーに初挑戦。PHスポール製のグループT3（軽量プロトタイプ）車両である"ゼファー"をドライブ。ナビはエリック・ファン・ルーンやマーティン・ファン・デン・ブリンクと組んで10年以上ダカールに参戦しているオランダ人のウーター・ローズガー。2つのステージで勝利を記録したが、出火によりリタイアした。
2022年はシュコダ・ファビアの新型マシン（RS ラリー2）のテストドライバーを務めている。またダカールではCovid-19感染疑いのあったTOYOTA GAZOO Racingのジニエル・ド・ヴィリエのリザーブとして急遽サウジアラビアのジェッダに飛び、3日間の隔離生活を送った。結局ド・ヴィリエの安全が確認できたため出場はできなかったが、最新のGRダカールハイラックスT1+の試乗ができたことに満足していた。
北米のナイトロ・ラリークロスにも2022-2023年からジェンソン・バトンとシートをシェアする形で参戦している。
2023年、国籍は違えど同じアイルランド島出身でシトロエン時代のチームメイトであるクレイグ・ブリーンの事故死の後に、ミークはチーム・ヒョンデ・ポルトガルのラリー2プログラムを彼から急遽引き継ぎ、ポルトガル国内選手権に参戦することとなった。またブリーンのナビだったジェームス・フルトンとコンビを組み、下位クラス（WRC2）ではあるがラリー・ド・ポルトガルからWRCに復帰した。

## 人物
クラッシャーとしてのイメージが強いが、人柄は至って紳士である。勝田貴元はミークと会うなり、「電話番号を交換してくれ」「何か聞きたいことがあったらいつでもここに連絡すると良い」と言われたり、テストでも横で全開ドライブをしてもらえるなど、親身に面倒を見てもらったという。

## 戦績

### WRC以外のイベント
- 2002 - イギリスラリー選手権ジュニアクラスチャンピオン
- 2005 - JWRCドライバーズランキング3位(シトロエン)
- 2009 - IRCチャンピオン

### WRCでの優勝
| # | 年   | 大会                                     | 開催国       | コ・ドライバー   | 車                  |
| - | ---- | ---------------------------------------- | ------------ | ---------------- | ------------------- |
| 1 | 2015 | XION ラリー・アルヘンティーナ            | アルゼンチン | ポール・ネーグル | シトロエン・DS3 WRC |
| 2 | 2016 | ヴォーダフォン ラリー・ド・ポルトガル    | ポルトガル   | ポール・ネーグル | シトロエン・DS3 WRC |
| 3 | 2016 | ネステ ラリー・フィンランド              | フィンランド | ポール・ネーグル | シトロエン・DS3 WRC |
| 4 | 2017 | ラリー・グアナファト・メキシコ           | メキシコ     | ポール・ネーグル | シトロエン・C3 WRC  |
| 5 | 2017 | ラリー・RACCカタルーニャ -コスタ・ブラバ | スペイン     | ポール・ネーグル | シトロエン・C3 WRC  |

## 画像ギャラリー

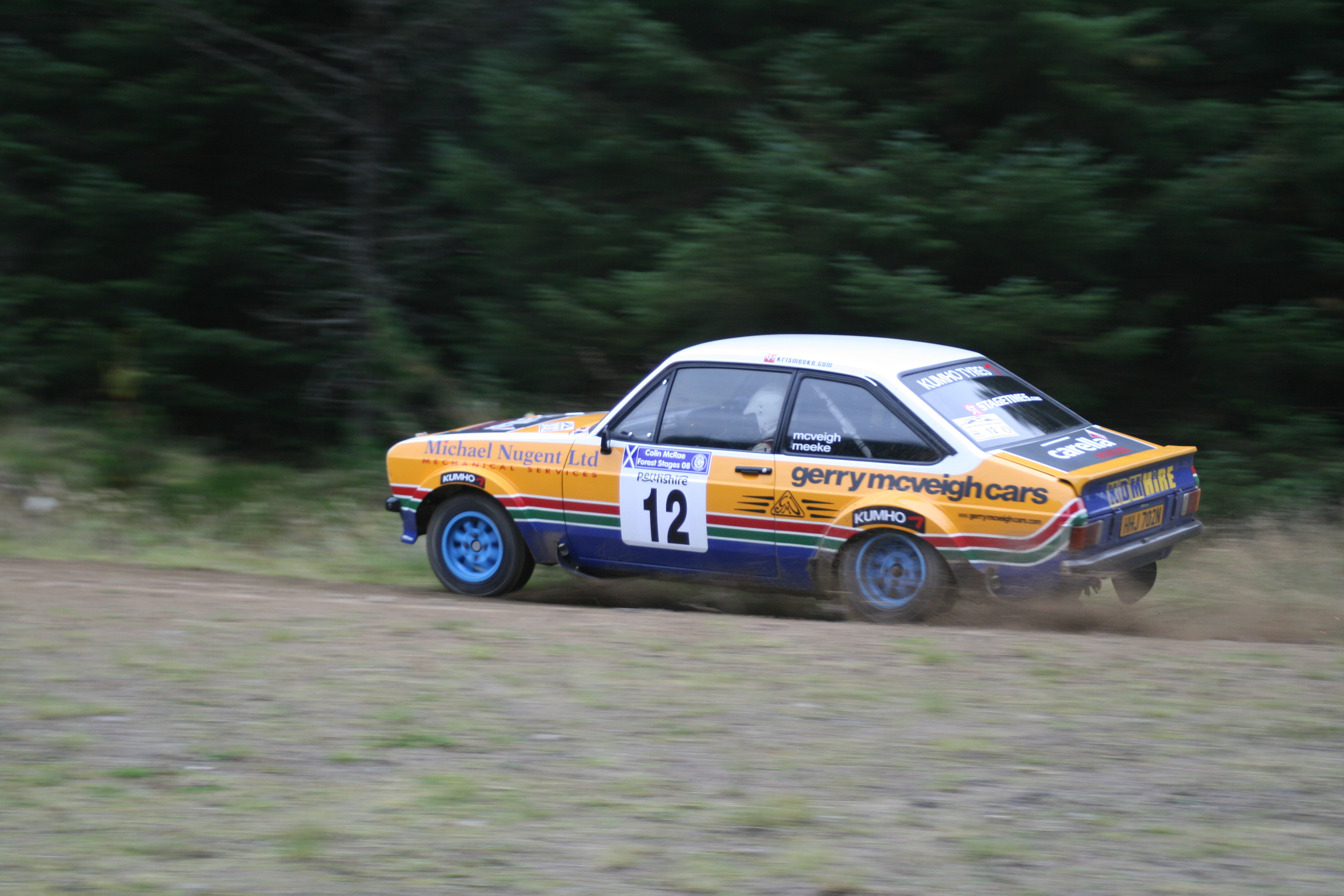
2008年コリン・マクレー・フォレスト・ステージ・ラリー
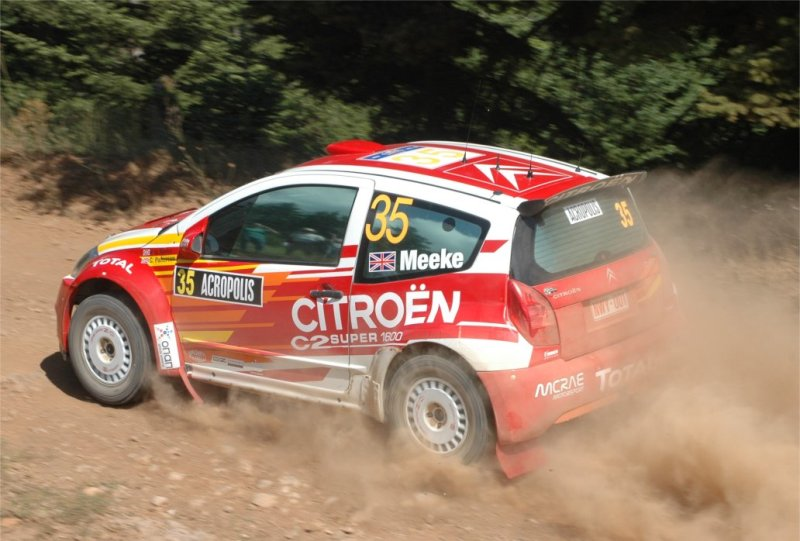
2005 JWRCアクロポリス
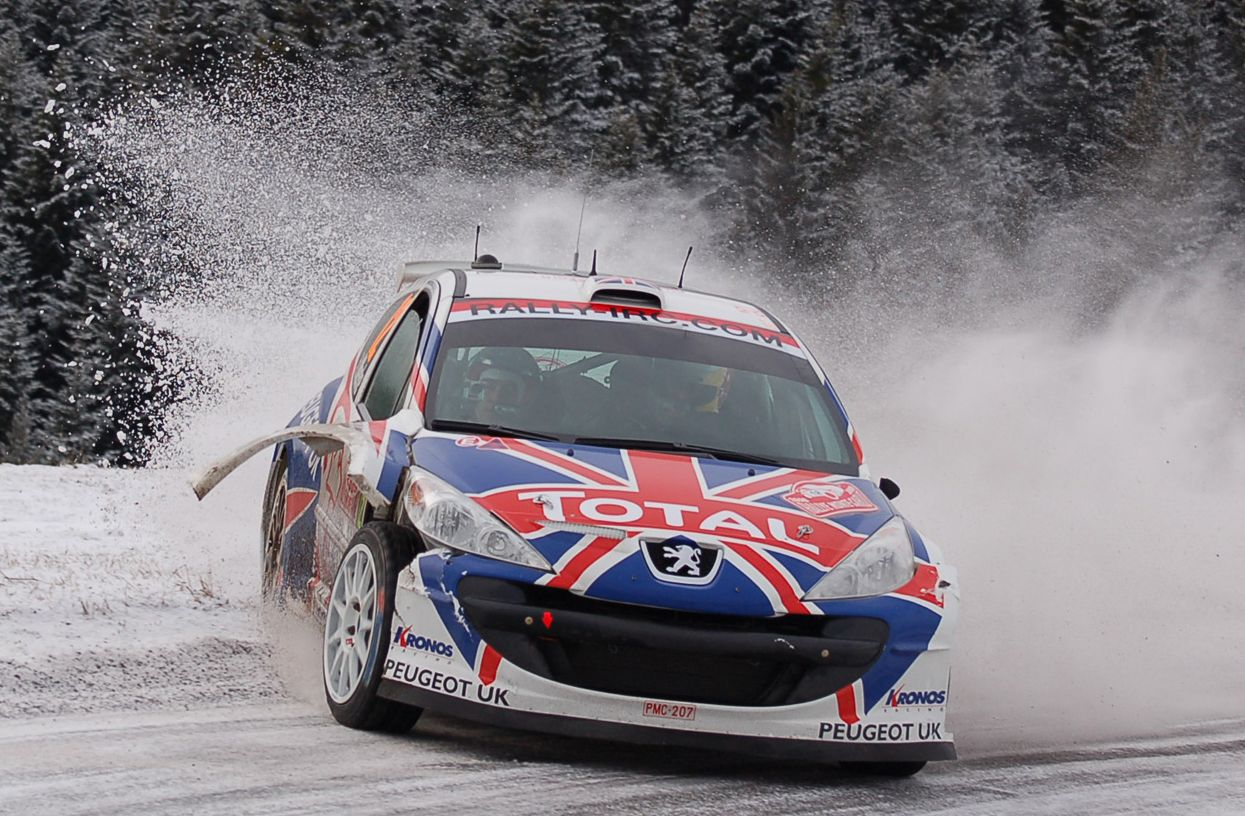
2009 IRCモンテカルロ
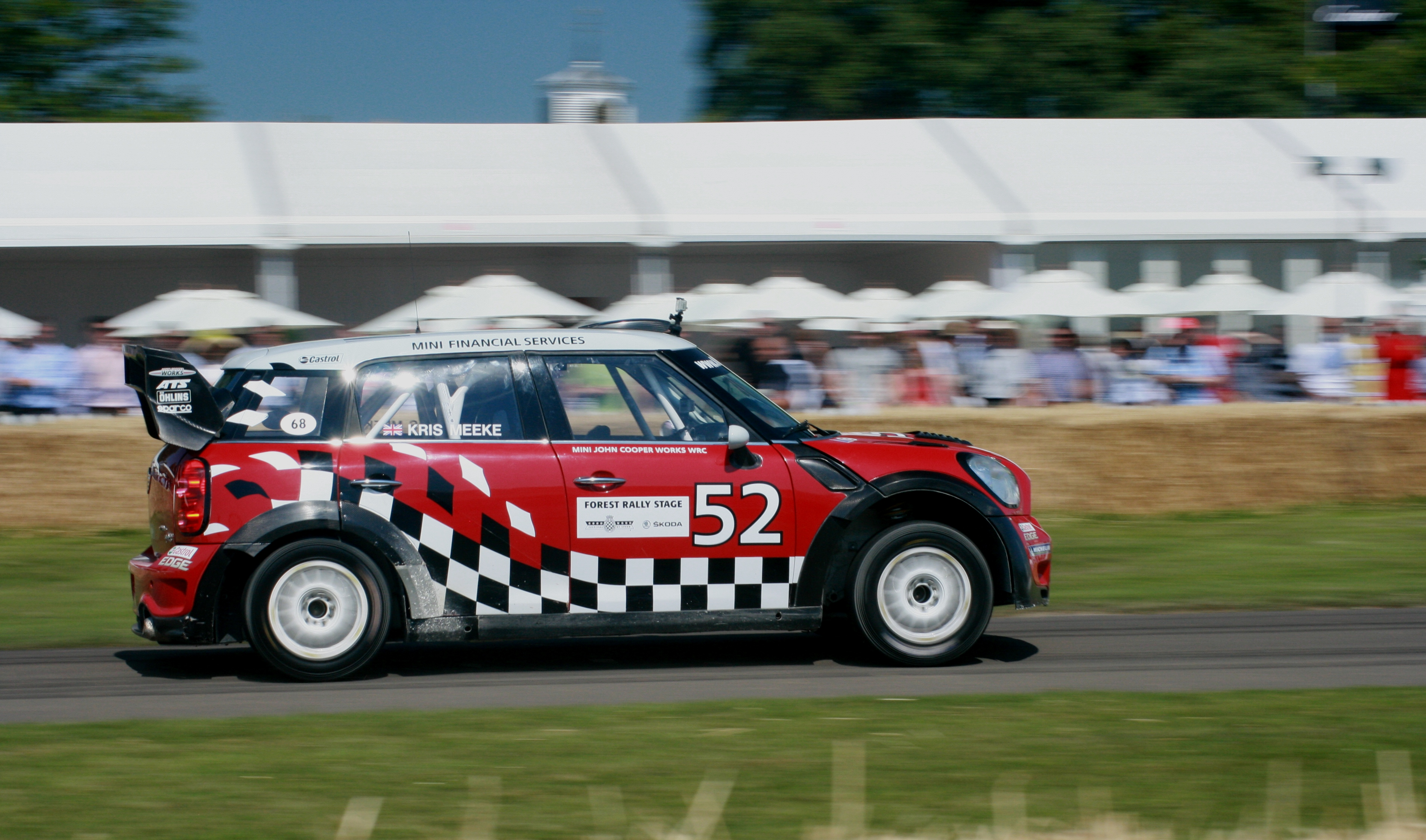
2011 Goodwood FoS
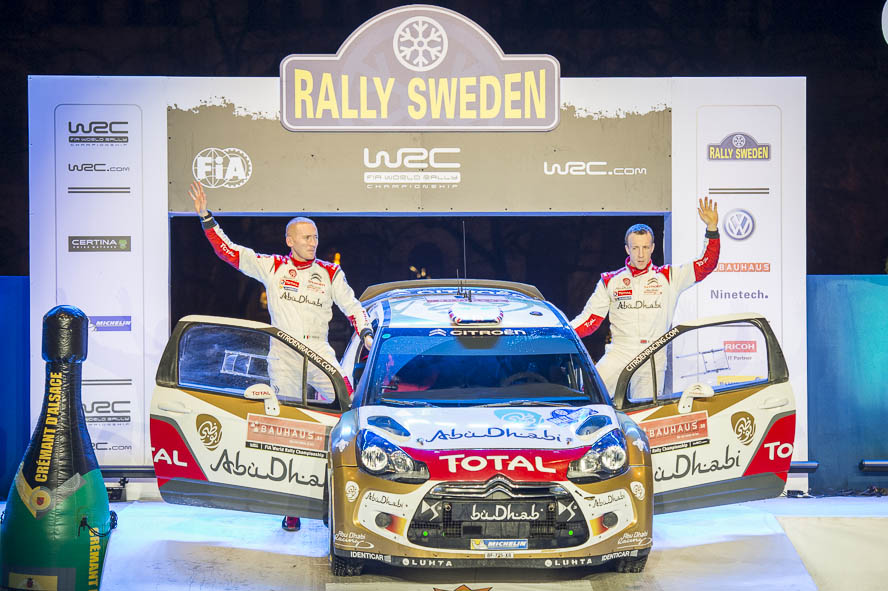
2014 WRCスウェーデン
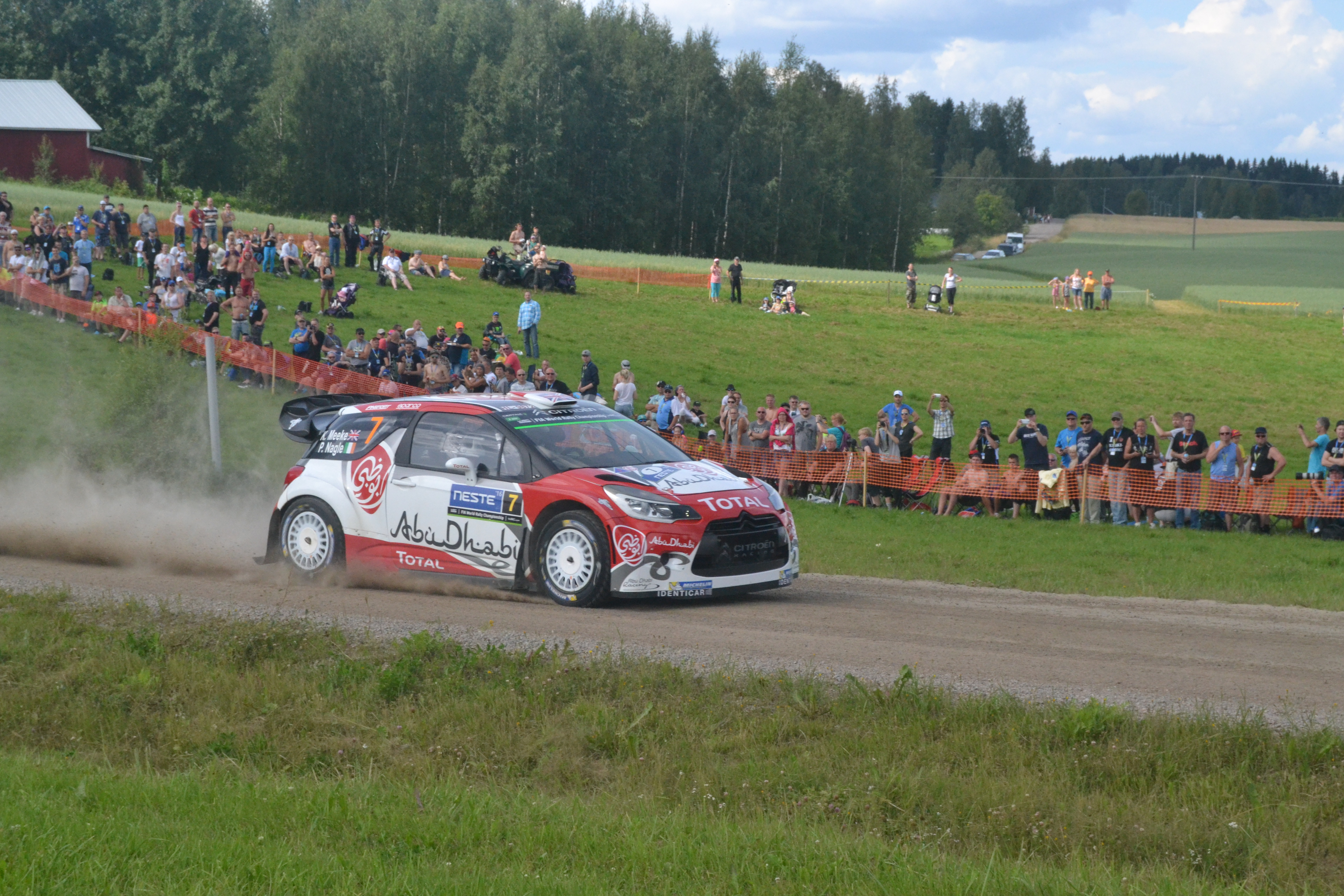
2016 WRCフィンランド
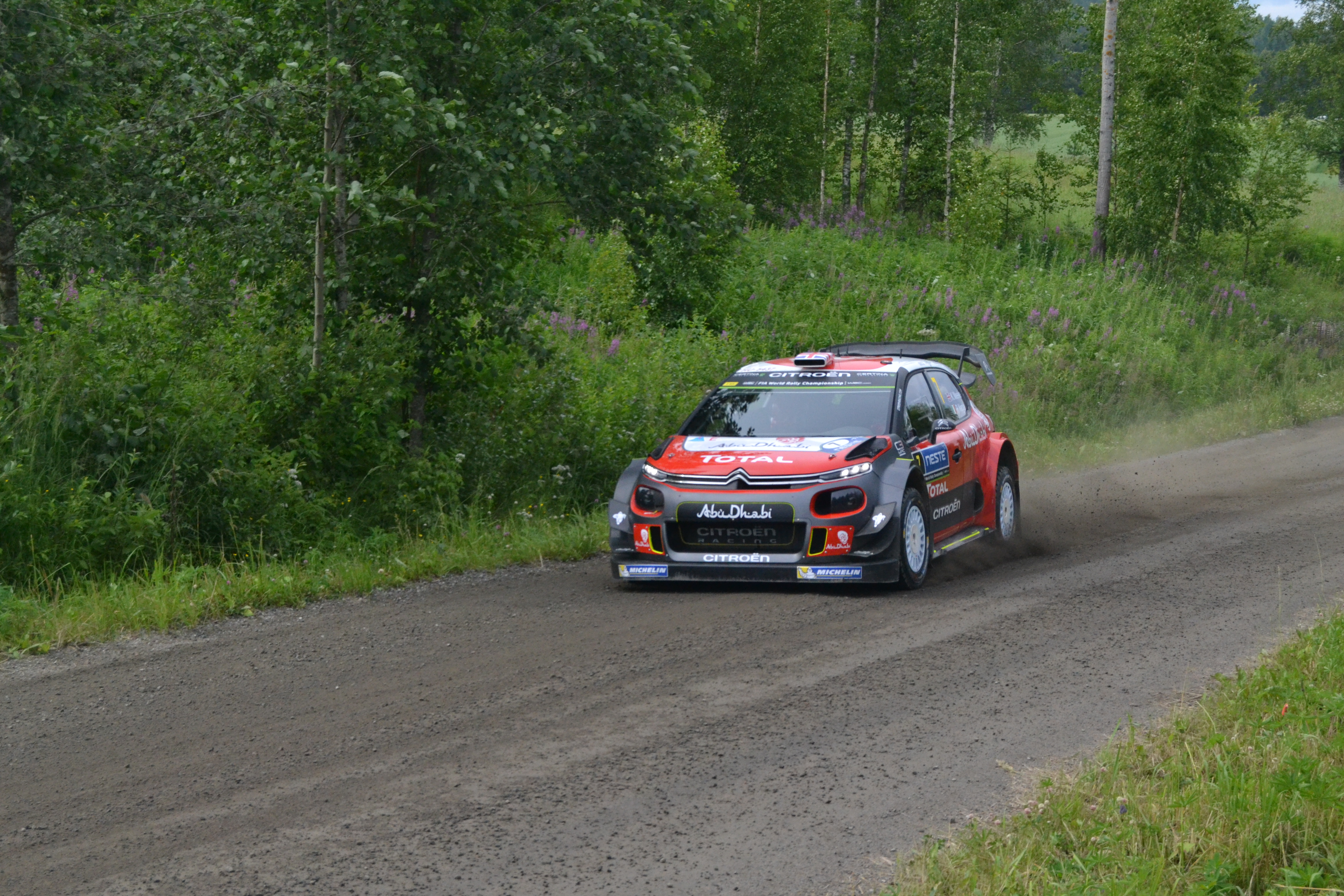
2017年ラリー・フィンランド